# Hildegard Peplau
Hildegard Elizabeth Peplau (Reading, 1º settembre 1909 – Los Angeles, 17 marzo 1999) è stata un'infermiera statunitense.
È stata una teorica dell'infermieristica, nota per aver postulato la teoria del "nursing psicodinamico". Fu la prima teorica ad essere pubblicata dopo Florence Nightingale, e diede un significativo contributo nel trattamento dei pazienti con disturbi comportamentali o di personalità.

## Biografia
Hildegard Peplau nacque a Reading, in Pennsylvania, da genitori immigrati con origini tedesche, Gustav e Otyllie Peplau. Fu la seconda di sei figli. Il padre era un pompiere; la madre era una casalinga ed occasionalmente svolgeva il lavoro di domestica. Anche se gli studi superiori non erano neanche stati discussi in famiglia, Hildegard voleva a tutti i costi studiare per cambiare la visione tradizionale della donna di quel tempo, per essere autonoma. Scoprì quindi che l'assistenza infermieristica era una delle poche professioni prettamente femminili che le potevano permettere di affermarsi. In giovane età, fu testimone della terribile pandemia di spagnola del 1918, esperienza che le fece comprendere l'impatto della malattia e della morte sulle famiglie

## Pensiero teorico
Nella sua teoria del nursing psicodinamico, la Peplau enfatizza molto la relazione che intercorre tra infermiere e paziente, la quale, secondo lei, è alla base della pratica infermieristica. Il libro pubblicato nel 1952, Interpersonal Relation In Nursing fu un vero e proprio manuale su cui studiarono le allieve infermiere che si formavano sui concetti della relazione e della psicodinamicitá.
Inizialmente, le sue teorie basate sulla relazione e sul rapporto instaurato tra infermiere e paziente, furono considerate da molti rivoluzionarie. La Peplau, enfatizzò il rapporto di scambio che doveva esserci tra utente ed operatore, uno scambio e una relazione attiva, contrapposta al rapporto passivo tra paziente e infermiere.
L'essenza della teoria della Peplau risiede nel concetto di esperienza condivisa: le infermiere, pensava, potevano facilitarlo attraverso l'osservazione, la descrizione, la formulazione, l'interpretazione, la validazione e l'intervento
Il modello psicodinamico si basa essenzialmente sui ruoli dinamici dell'infermiere e sulla evoluzione della relazione nel rapporto con il paziente.

### Sette ruoli dell'infermiere
L'infermiere è:
1. l'"estraneo": accoglie il paziente come se fosse una persona incontrata in diverso contesto;
2. la "risorsa": dà informazioni, risponde a domande;
3. l'"insegnante": fornisce istruzione, si occupa di educazione sanitaria;
4. il "confidente": è una persona fidata, che dà consigli sulle situazioni di vita;
5. il "sostituto": aiuta a soddisfare i bisogni della persona quando questa non è in grado;
6. il "leader": guida nelle scelte la persona;
7. l'"esperto tecnico": è responsabile delle attività assistenziali complesse e non.

### Sviluppo della relazione infermiere-paziente
- Orientamento: fase in cui avviene il primo approccio tra l'infermiere e il paziente, in cui vengono elaborati i preconcetti, si comincia ad instaurare un basso livello di fiducia, in cui vengono considerati i ruoli.

- Identificazione: fase in cui il paziente inizia a riconoscere quale sia il problema su cui lavorare mentre l'infermiere lo aiuta e lo guida nella scelta.

- Utilizzazione: l'uso dell'assistenza professionale per le alternative atte a risolvere il problema.

- Risoluzione: Conclusione del rapporto con aumentata self-efficacy del paziente.